# هوسلینگن
هوسلینگن (به آلمانی: Häuslingen) یک شهر در آلمان است که در هایدکرایس واقع شده‌است. هوسلینگن ۸۹۵ نفر جمعیت دارد.